# Tordylium cyrenaicum
Tordylium cyrenaicum är en flockblommig växtart som beskrevs av Spreng.. Tordylium cyrenaicum ingår i släktet Tordylium och familjen flockblommiga växter. Inga underarter finns listade i Catalogue of Life.